# Sex and the City
Sex and the City é uma série de televisão norte-americana criada por Darren Star, e baseada no livro homônimo de Candace Bushnell. Foi originalmente transmitida pela HBO, entre 1998 a 2004. Situada e filmada em Nova York, o programa segue a vida de um grupo de quatro mulheres – três na casa dos trinta e uma na casa dos quarenta, que apesar de suas diferentes naturezas e vidas sexuais em constante mudança, permanecem inseparáveis e confiantes uma nas outras. Estrelado por Sarah Jessica Parker (como Carrie Bradshaw) e co-estrelando por Kim Cattrall (como Samantha Jones), Kristin Davis (como Charlotte York) e Cynthia Nixon (como Miranda Hobbes), a série tinha várias histórias contínuas que abordavam questões sociais relevantes e modernas, como sexualidade, sexo seguro, promiscuidade e feminilidade, enquanto exploravam a diferença entre amizades e relacionamentos românticos. A omissão deliberada da melhor parte da vida primitiva das quatro mulheres foi a maneira dos escritores de explorar a vida social, do sexo para as relações, através de cada uma das suas quatro perspectivas individuais muito diferentes.
Sex and the City recebeu aclamação da crítica por seus assuntos e personagens, e é creditado por ajudar a aumentar a popularidade da HBO como uma rede. A série ganhou vários prêmios, incluindo sete de suas 54 indicações ao Emmy Award, oito de suas 24 indicações ao Globo de Ouro e três de suas 11 indicações ao Screen Actors Guild Award. A série ficou em quinto lugar na lista "New TV Classics" da Entertainment Weekly, e foi listado como uma das melhores séries de televisão de todos os tempos pela Time em 2007 e pela TV Guide em 2013.
A continuação da série deu-se através de dois filmes: Sex and The City (2008) e Sex and the City 2 (2010) e uma série de televisão encomendada pela The CW, The Carrie Diaries (2013–14).

## Sinopse
Carrie Bradshaw trabalha como colunista de um jornal onde relata histórias sobre relações interpessoais e sexuais sem esperança. Carrie vive em Manhattan, Nova Iorque. Conta sempre com as suas três amigas: Samantha Jones, a típica loura fatal que trabalha como relações-públicas e está sempre atrás de um bom partido sem compromissos; Charlotte York, que trabalha numa galeria de artes, e é a romântica e sensível que busca sempre longos relacionamentos, embora nunca consiga ter um; e Miranda Hobbes, advogada, racional, e a mais prática de suas amigas, sempre sabendo o que quer da vida (ou quase isso).

## Elenco e personagens
| Ator                 | Personagem                   | Temporadas | Temporadas | Temporadas | Temporadas | Temporadas | Temporadas |           |           |
| Ator                 | Personagem                   | 1          | 2          | 3          | 4          | 5          | 6          |           |           |
| Principal            | Principal                    | Principal  | Principal  | Principal  | Principal  | Principal  | Principal  | Principal | Principal |
| -------------------- | ---------------------------- | ---------- | ---------- | ---------- | ---------- | ---------- | ---------- | --------- | --------- |
| Sarah Jessica Parker | Carrie Bradshaw              | Principal  | Principal  | Principal  | Principal  | Principal  | Principal  |           |           |
| Kristin Davis        | Charlotte York               | Principal  | Principal  | Principal  | Principal  | Principal  | Principal  |           |           |
| Kim Cattrall         | Samantha Jones               | Principal  | Principal  | Principal  | Principal  | Principal  | Principal  |           |           |
| Cynthia Nixon        | Miranda Hobbes               | Principal  | Principal  | Principal  | Principal  | Principal  | Principal  |           |           |
| Recorrente           |                              |            |            |            |            |            |            |           |           |
| Chris Noth           | John James "Mr. Big" Preston | Recorrente | Recorrente | Recorrente | Recorrente | Recorrente | Recorrente |           |           |
| David Eigenberg      | Steve Brady                  |            | Recorrente | Recorrente | Recorrente | Recorrente | Recorrente |           |           |
| Willie Garson        | Stanford Blatch              | Recorrente | Recorrente | Recorrente | Recorrente | Recorrente | Recorrente |           |           |
| Kyle MacLachlan      | Trey MacDougal               |            |            | Recorrente | Recorrente |            |            |           |           |
| John Corbett         | Aidan Shaw                   |            |            | Recorrente | Recorrente |            | Recorrente |           |           |
| Evan Handler         | Harry Goldenblatt            |            |            |            |            | Recorrente | Recorrente |           |           |
| Jason Lewis          | Jerry "Smith" Jerrod         |            |            |            |            |            | Recorrente |           |           |
| Lynn Cohen           | Magda                        |            |            | Recorrente | Recorrente | Recorrente | Recorrente |           |           |
| James Remar          | Richard Wright               |            |            |            | Recorrente | Recorrente |            |           |           |
| Mario Cantone        | Anthony Marantino            |            |            | Recorrente | Recorrente | Recorrente | Recorrente |           |           |
| Frances Sternhagen   | Bunny MacDougal              |            |            | Recorrente | Recorrente | Recorrente |            |           |           |
| Mikhail Baryshnikov  | Aleksandr Petrovsky          |            |            |            |            |            | Recorrente |           |           |
| Ron Livingston       | Jack Berger                  |            |            |            |            | Recorrente | Recorrente |           |           |
| Sean Palmer          | Marcus Adant                 |            |            |            |            | Recorrente | Recorrente |           |           |
| Bridget Moynahan     | Natasha Naginsky             |            | Recorrente | Recorrente |            |            |            |           |           |
| Ben Weber            | Skipper Johnston             | Recorrente | Recorrente |            |            |            |            |           |           |
| Blair Underwood      | Dr. Robert Leeds             |            |            |            |            |            | Recorrente |           |           |
| Candice Bergen       | Enid Frick                   |            |            |            | Recorrente | Recorrente | Recorrente |           |           |
| Sônia Braga          | Maria Diega Reyes            |            |            |            | Recorrente |            |            |           |           |

### Personagens principais

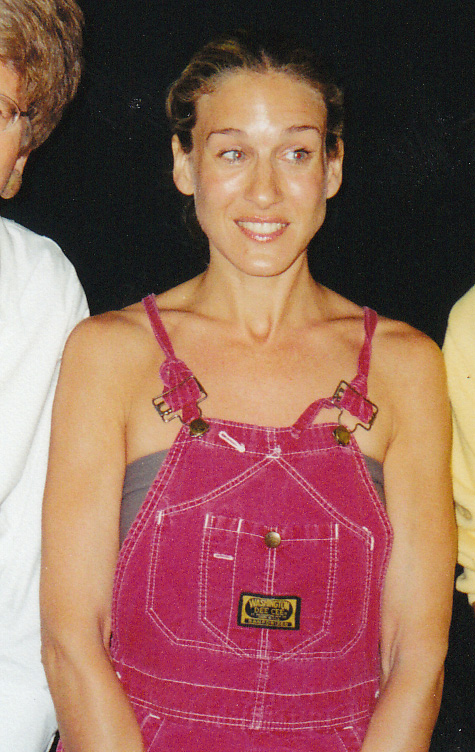
A colunista Carrie Bradshaw, foi interpretada por Parker.

- Carrie Bradshaw (Sarah Jessica Parker), é a narradora da série, uma vez que cada episódio é montado segundo o tema que ela aborda na sua coluna para o The New York Star. Carrie é conhecida pelo seu gosto pela moda, que a faz gastar os rendimentos em sapatos como Manolo Blahniks ou em roupas das casas mais aclamadas e pela vida que a grande metrópole proporciona. Outro motivo de orgulho é o seu apartamento de um quarto em Upper East Side, que finalmente compra e é a sua casa por toda a série. Carrie vai envolver-se seriamente com alguns homens que a marcarão decisivamente no futuro.

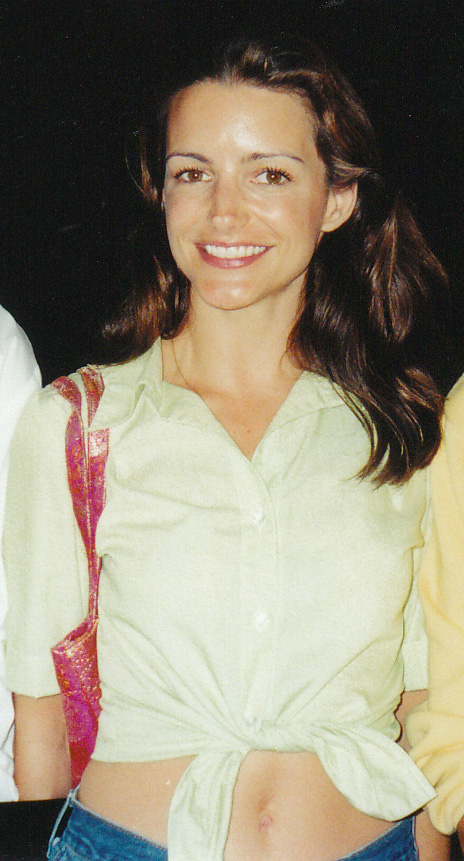
A marchand e dona de casa, Charlotte York, foi interpretada por Davis.

- Charlotte York (Kristin Davis), é uma comerciante de arte com uma educação de classe média-alta de Connecticut. É a mais conservadora e tradicionalista do grupo e a que dá mais ênfase ao lado emocional do amor em detrimento da luxúria. Encontra-se permanentemente em busca do seu cavaleiro andante. Apesar da sua rigidez em alguns assuntos, ela é conhecida por ter feito concessões enquanto casada, que até as amigas se chocaram como falar sujo e sexo oral em público. Prefere deixar a sua carreira quando se casa pela primeira vez, casamento este dissolvido depois das diferenças entre ela e o marido. Com o divórcio, Charlotte recebe o apartamento da Park Avenue. Casa-se novamente com o seu advogado, Harry Goldenblatt após se converter ao judaísmo.

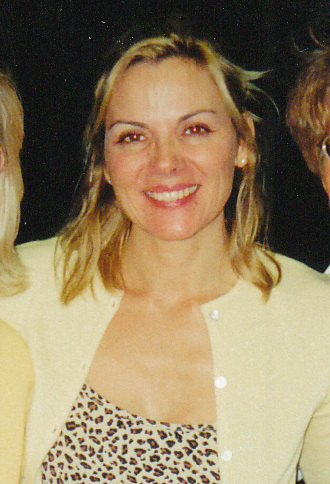
Cattrall interpretou a mulher de negócios de relações públicas Samantha Jones.

- Samantha Jones (Kim Cattrall) é a mais velha do grupo, porém a mais bela e sedutora, praticamente podendo seduzir qualquer homem, de qualquer idade. Tem muito orgulho do seu corpo e não poupa esforços para conseguir o que deseja, evitando envolvimento emocional a todo o custo, enquanto satisfaz todos os possíveis desejos que tem. Melhor amiga de Carrie, sempre lhe dá conselhos e dicas. É uma relações públicas independente. Na terceira temporada, muda-se de um apartamento em Upper East Side, região nobre e tradicional da cidade, para um loft caro na Meatpacking District, região degradada pela prostituição mas em processo de revitalização. Durante o decurso da série tem inúmeros relacionamentos, mas são mais libertos que os da suas amigas.

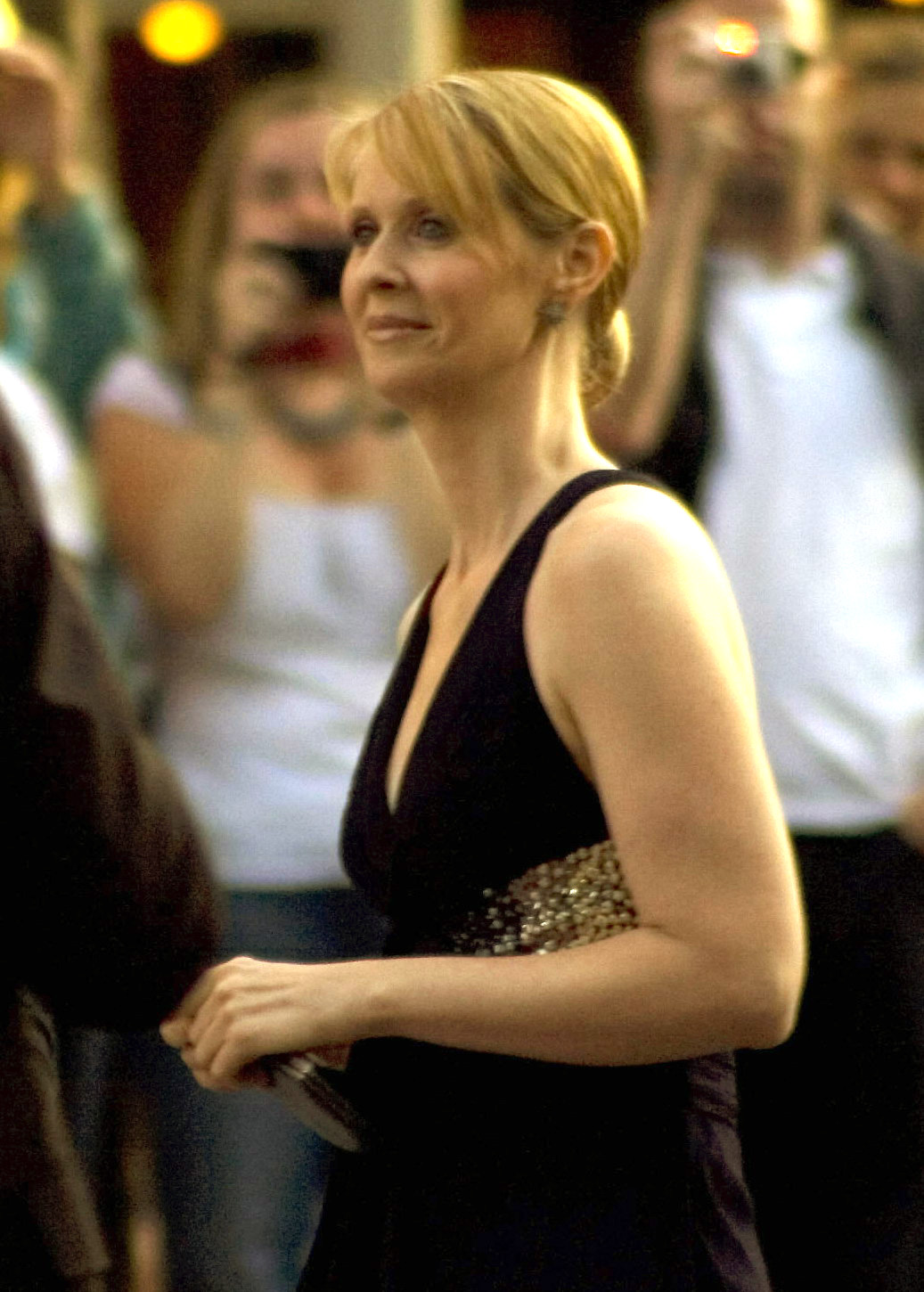
Nixon interpretou o papel da advogada Miranda Hobbes.

- Miranda Hobbes (Cynthia Nixon), é uma advogada que está concentrada na sua carreira. Tem perspectivas extremamente cínicas relativamente aos homens e às relações, o que a faz passar a maior parte da série sozinha. Graduada pela Harvard University, Miranda nasceu em Philadelphia, onde a sua família reside. Nas primeiras temporadas, Miranda tinha uma fachada mais durona e forte, mas com o decorrer da série vai ficando cada vez menos, especialmente depois do namoro com Steve Brady com quem tem um filho, Brady Hobbes. No final da série Miranda casa-se com Steve e vai viver em Brooklyn, Nova York.

## Origens
A série foi baseada em parte no livro de 1997 da escritora Candace Bushnell com o mesmo nome, compilado de sua coluna no The New York Observer. Bushnell disse em várias entrevistas que o Carrie Bradshaw em suas colunas é seu alter ego; quando escreveu os ensaios "Sex and the City", ela usou seu próprio nome inicialmente, mas por motivos de privacidade, mais tarde criou a personagem interpretada na série por Sarah Jessica Parker. Carrie Bradshaw era escritora e morava em Nova Iorque. A personagem e a sua criadora têm as mesmas iniciais, um prosperar enfatizando sua conexão. Além disso, assim como Carrie tem seus artigos fictícios publicados no New York Star como um livro em séries posteriores, toda a série Sex and the City é baseada em uma compilação das colunas de Bushnell para o New York Observer.
O criador da série, Darren Star, escreveu o piloto com Parker em mente como Carrie. Segundo Parker, "fiquei lisonjeada, mas não queria fazê-la. Ele convenceu-me, implorou-me e eu assinei o contrato". O episódio piloto foi posteriormente filmado em junho de 1997, um ano antes da estreia da série. No entanto, Parker não gostava do piloto, dizendo: "Eu odiava o visual, as roupas... não achei que funcionasse" e temia que sua carreira terminasse. Ela queria sair do contrato, oferecendo-se para trabalhar em três filmes da HBO não remunerados. Embora Star não a libertasse, ele ouviu suas preocupações e implementou grandes mudanças antes de filmar a primeira temporada. Parker disse: "O engraçado, que depois do primeiro episódio da primeira temporada, nunca olhei para trás e o resto é história. Porém, nunca pensei que o programa se tornaria o que tornou-se".
Diferentemente das três colegas protagonistas, Sarah Jessica Parker nunca apareceu nua na série. Essa foi uma exigência dela, demanda que fez parte do contrato e não poderia ser violada. "Eu disse a ele [Star] que não me sentia confortável em ficar nua. Eu simplesmente era tímida. Eu nunca me senti confortável em me expor desse jeito. E não julgo ninguém que faça [nudez em cena]. Não é uma questão sob a ótica da moralidade, nada disso”.

## Episódios
| Temporada | Temporada | Episódios | Episódios | Originalmente exibido | Originalmente exibido   |
| Temporada | Temporada | Episódios | Episódios | Estreia da temporada  | Final da temporada      |
| --------- | --------- | --------- | --------- | --------------------- | ----------------------- |
|           | 1         | 12        | 12        | 6 de junho de 1998    | 23 de agosto de 1998    |
|           | 2         | 18        | 18        | 6 de junho de 1999    | 3 de outubro de 1999    |
|           | 3         | 18        | 18        | 4 de junho de 2000    | 15 de outubro de 2000   |
|           | 4         | 18        | 18        | 3 de junho de 2001    | 10 de fevereiro de 2002 |
|           | 5         | 8         | 8         | 21 de julho de 2002   | 8 de setembro de 2002   |
|           | 6         | 20        | 12        | 22 de junho de 2003   | 14 de setembro de 2003  |
|           | 6         | 20        | 8         | 4 de janeiro de 2004  | 22 de fevereiro de 2004 |

## Transmissão e distribuição
A primeira temporada de Sex and the City foi ao ar na HBO de junho a agosto de 1998. A segunda temporada foi transmitida de junho a outubro de 1999. A terceira temporada foi transmitida de junho a outubro de 2000. A quarta temporada foi transmitida em duas partes: de junho a agosto de 2001; depois, em janeiro e fevereiro de 2002. A quinta temporada, truncada devido à gravidez de Parker, foi ao ar na HBO durante o verão de 2002. Os vinte episódios da temporada final, sexta temporada, foram exibidos em duas partes: de junho a setembro de 2003 e janeiro e Fevereiro de 2004

### Sindicação
Sex and the City é atualmente sindicado nos EUA pelo irmão corporativo da HBO (na Time Warner) Warner Bros. Television Distribution. A CBS Television Studios (sucessora da Rysher Entertainment e da Paramount Domestic Television) e seu braço de distribuição possuem direitos internacionais.
Canais de transmissão
- Estados Unidos da América: O canal a cabo dos Estados Unidos HBO era a emissora original. TBS e WGN foram os primeiros canais dos EUA a distribuir a série. Em 2015, a série é atualmente sindicado no E! muito frequentemente. A série também entrou em distribuição internacional.
- Portugal: Foi transmitida pela SIC com repetições no canal SIC Mulher e na própria SIC e mais tarde também foi transmitida pela Fox Life.
- Brasil: Foi transmitida pela primeira vez no país pela HBO, em 31 de outubro de 1998,[8] pelo Multishow em 19 de agosto de 2002, as 23:15,[9] pelo Canal 21, pela Rede Bandeirantes e Rede Record e pelo canal TBS Brasil, na versão dublada.[10][11]
- Canadá: No canal a cabo do Canadá, Bravo transmitiu a primeira apresentação da série todos os sábados, às 23 horas, algumas semanas após a transmissão da HBO nos Estados Unidos.
- Austrália: A Nine Network transmitiu a primeira edição da série toda segunda-feira, entre as 21:30 e as 23:00. Depois de 2004, o Cable Channel W foi ao ar até o verão de 2008, quando a Arena começou a exibi-lo em um bloco com Will & Grace, com promos afirmando que "todos os mocinhos são gays". A série foi repetida na Network Ten, de 2005 a 2010, e na Onze, de fevereiro de 2011.
- Irlanda: Na República da Irlanda, a TV3 estreou Sex and the City em fevereiro de 1999. Desde 2006, as repetições da série foram ao ar na 3e.
- Reino Unido: O Channel 4 originalmente foi ao ar a série no Reino Unido com o primeiro episódio exibido em 3 de fevereiro de 1999.[12] em agosto de 2009, a série foi ao ar todas as noites da semana às 22h30 no Comedy Central era transmitida às quartas-feiras a às 21h00 no 5*. e 2015, a série foi repetido na CBS Drama. Começando em 26 de fevereiro de 2018, a série retornou ao Channel 4 em seu canal musical 4Music.

## Filmes

### Sex and the City(2008)
Um filme baseado em Sex and the City, escrito, produzido e dirigido por Michael Patrick King, foi lançado em maio de 2008. As quatro atrizes principais voltaram para reprisar seus papéis, assim como Chris Noth, Evan Handler, David Eigenberg e Jason Lewis. e Willie Garson. Além disso, Jennifer Hudson aparece no filme como assistente de Carrie. O filme é definido quatro anos após o final da série. O filme teve críticas mistas pelos críticos; nas bilheterias, foi a comédia romântica de maior bilheteria do ano. O filme foi lançado em DVD em 23 de setembro de 2008.

### Sex and the City 2(2010)
Sex and the City 2 foi lançado em maio de 2010. O filme é estrelado por Sarah Jessica Parker, Cynthia Nixon, Kristin Davis, Kim Cattrall e Noth, que reprisaram novamente seus papéis, bem como Handler, Eigenberg, Lewis e Garson. Ele também apresenta cameos de Liza Minnelli, Miley Cyrus e Penélope Cruz. O filme é ambientado dois anos após os eventos do primeiro filme. Foi duramente criticado mas um sucesso comercial nas bilheterias.

### Sex and the City 3
Foi relatado em dezembro de 2016 que um roteiro para o terceiro e último filme havia sido aprovado e que o elenco principal havia assinado. No entanto, em 28 de setembro de 2017, Parker confirmou ao Extra que o filme havia sido cancelado, afirmando: "Estou decepcionada. Tivemos este roteiro e história bonita, engraçada, comovente, alegre e muito relatável. Não é apenas decepcionante não conte a história e tenha essa experiência, mas mais para o público que tem sido tão vocal em querer outro filme".

## Lançamentos em DVD
Todas as seis temporadas de Sex and the City foram lançadas comercialmente em DVD, com a sexta temporada sendo dividida em duas partes. Eles foram lançados oficialmente nos formatos região 1 (América), região 2 (Europa e Oriente Médio), região 3 (Coreia) e região 4 (Oceania e Pacífico Sul). Além da codificação da região, os lançamentos variam dependendo da região em que foram lançados.
Além dos conjuntos padrão de DVD de uma única temporada do programa, foram lançadas edições de colecionadores de edição limitada que incluem todas as seis temporadas em um conjunto completo. Estes também variam entre as regiões (e as regiões são definidas de forma diferente). Enquanto a Europa adquiriu um conjunto completo que veio com uma embalagem especial "shoebox" (uma referência ao amor de Carrie Bradshaw por sapatos), a versão dos EUA e Canadá veio embalada em um estojo de camurça mais tradicional e com um DVD bônus adicional que inclui muitos características especiais. A edição do México e da Oceania vem embalada em um beauty case.
Além de perder alguns recursos especiais, muitos na Europa tiveram problemas com a edição 2 da região do DVD da primeira temporada. A temporada não foi convertida em sinal de vídeo PAL; Em vez disso, ele permaneceu em seu formato NTSC americano original, o que causou problemas de compatibilidade com alguns aparelhos de televisão e aparelhos de DVD europeus. Todos os lançamentos subsequentes do DVD da Região 2 foram apropriadamente transferidos para o vídeo PAL usando as impressões originais do filme, e a 1ª temporada já foi relançada no formato PAL.
Fora dos EUA, Sex and the City box sets foram lançados pela Paramount Pictures. DVDs americanos e canadenses foram lançados através das emissoras originais do programa, a HBO. Na Austrália, edições únicas foram lançadas, em que cada disco é vendido separadamente. Na Coreia do Sul, foram lançados conjuntos especiais de DVDs de seis estações completos. No Brasil, a primeira e a quinta temporadas foram lançadas em DVD Dual, mas todas as outras temporadas foram lançadas em DVD box sets.
Os episódios selecionados também estão disponíveis como parte da coleção de DVDs Sex and the City Essentials. Estes são quatro discos embalados separadamente contendo três episódios selecionados que se encaixam em um tema comum.

## Recepção
Sex and the City estreou na HBO em 6 de junho de 1998 e foi um dos sitcoms de maior audiência da temporada. O último episódio, "An American Girl in Paris, Part Deux", foi ao ar em 22 de fevereiro de 2004.

### Prêmios e reconhecimento
Ao longo de suas seis temporadas, Sex and the City recebeu cinquenta indicações ao Emmy Award, ganhando sete: duas para melhor elenco em série de comédia (Jennifer McNamara), uma para melhor figurino, melhor série de comédia, melhor direção em série de comédia, melhor atriz numa série de comédia (Sarah Jessica Parker), e melhor atriz secundária numa série de comédia.
A série também recebeu vinte e quatro indicações aos Prêmios Globo de Ouro onde ganhou oito. Em 2007, foi listado como um dos "100 Best TV Shows of All-TIME" da revista TIME. A Entertainment Weekly colocou em sua lista de "melhor" da década, dizendo: "As roupas de SATC elevam seu universo! Um brinde ao maravilhoso guarda-roupa de Sex and the City, que nos ensinaram que nenhuma flor é muito grande, sem saia muito curta e sem sapato muito caro".
Em seu 65º aniversário, o TV Guide escolheu "My Motherboard, My Self" como o oitavo melhor episódio do século XXI.

### Figurinos
O The New York Times em 2013 creditou Sex and the City e à sua figurinista Patricia Field como "manias iniciais para colares de plaquetas, sapatos Manolo Blahnik, corpetes floridos e alças de sutiã visíveis". Field descreveu a influência do programa como "sentando no fundo de uma bomba atômica". Uma reportagem de 2018 do The Guardian sobre a influência duradoura da programa citou a editora de moda Chelsea Fairless: "Atrevo-me a dizer que a mistura de alta moda e fast fashion que Patricia Field trouxe para a série influenciou a maioria das pessoas que trabalham na moda de uma maneira ou de outra". Também apontou para contas de fãs no Instagram como "Every outfit on Sex and the City" e "Carrie Dragshaw" como uma prova do apelo popular contínuo da moda do programa.

### Crítica
Foram expressas críticas sobre a influência do programa nos adolescentes e como as imagens exibidas na série afetam a maneira como as mulheres e as meninas se vêem. A gravidez não planejada foi um tópico durante o episódio "The Baby Shower" (1,10), quando Carrie viu-se em uma possível situação de gravidez não planejada com o Mr. Big (que era um alarme falso). No episódio "Coulda Woulda Shoulda" (4.11), Miranda lida com uma gravidez não planejada e um possível aborto. Ela optou pelo aborto e, durante as temporadas 5 e 6, Miranda lida com a criação de um filho como mãe solteira. Também houve dois episódios que tratava-se de doenças sexualmente transmissíveis. No episódio "Are we sluts" (3,06), Miranda teve que lidar com um caso de clamídia, além de contatar seus antigos parceiros para que eles também pudessem fazer um teste. Em "Running with Scissors" (3.11), Samantha enfrenta com um teste de HIV depois que um parceiro recusou-se a fazer sexo com ela até que ela fizesse o teste.
Tanya Gold do The Daily Telegraph afirmou, "Sex and the City" é para o feminismo o que é o açúcar para os cuidados dentários. A primeira pista está nos créditos de abertura do programa de televisão. Carrie está de pé em uma rua de Nova Iorque com uma saia de balé, do tipo que as crianças usam. Ela está vestida, inconfundivelmente, como uma criança. E, por ser colunista de sexo em um jornal, um ônibus usando uma foto enorme dela em um vestido minúsculo passa por ele. 'Carrie Bradshaw conhece sexo bom', diz o ônibus, diz o ônibus. E aí, antes que qualquer diálogo chegue aos seus ouvidos, você tem os dois arquétipos femininos lamentáveis que Sex and the City ama – mulher como objeto sexual e mulher como criança... Em outro [episódio], Carrie percebe que está sem teto porque gastou US$ 40 000 em sapatos e não tem um depósito para um apartamento. (Nesta crise, ela chora e pede dinheiro emprestado para o banco - que criança faria mais alguma coisa?)."
Joan Swirsky, jornalista e escritora de Nova Iorque, escreveu em 2003:
Outro exemplo de que o feminismo está morto é a popularidade de Sex and the City, a série da HBO mostra que apresenta mulheres de 30 e 40 e poucos anos, enviando as mensagens inconfundíveis para as mulheres mais jovens e mais velhas que carreiras, dinheiro, aparência e, ostensivamente, inteligência não é nada comparada a fazer qualquer coisa para conseguir um homem, incluindo infinitamente obcecada com o assunto, envolvendo-se em encontros sexuais sem amor ou sem igual.
Além de obcecada em encontrar e manter um homem, a personagem principal do programa também esconde rotineiramente seus verdadeiros pensamentos e sentimentos do homem. O espetáculo usa dublagens para revelar a vida de pensamento interior de Carrie, que muitas vezes está em conflito com a forma como ela está se expressando externamente. Como a especialista em cultura pop Ashli L. Dykes aponta, "... o medo de que os homens não encontrem mais uma mulher atraente se ela revela seu verdadeiro eu está em contraste com os relacionamentos entre as quatro principais personagens femininas..."
Os críticos acadêmicos, no entanto, discordam sobre se “Sex and the City” era realmente antifeminista, feminista, ou pós-feminista. Alguns argumentam que qualquer rótulo é aplicado ao programa, ele ofereceu uma contribuição importante "para o diálogo contínuo" e isso porque "mostra as mulheres em um mundo onde elas podem ser femininas, atraentes e feministas ao mesmo tempo ... a série oferece um fórum para um debate pós-feminista renovado".
O programa recebeu críticas por lidar com temas como gravidez inesperada, com Andrea Press afirmando que isso contrasta com o pensamento feminista progressista. Em um episódio, Miranda se depara com uma gravidez inesperada, o que faz com que Carrie reflita sobre sua própria experiência de gravidez e aborto. Os críticos argumentam que a vergonha de Carrie ao compartilhar esta história com seu namorado serve para "minar" as liberdades duramente lutadas que permitiram sua escolha com "múltiplas perspectivas críticas em relação ao ato".
Os críticos também observam que, enquanto a série é elogiada como uma defensora do feminismo progressivo, seus personagens aderem a uma visão fortemente tradicional dos papéis femininos de gênero, com foco na aparência, no glamour e no consumismo. As roupas que os personagens usam são tão importantes quanto o enredo em si (e às vezes é o próprio enredo). Uma mensagem central do programa é que o consumo é fundamental e somos alimentados com mensagens de marketing constantes ao longo da série.
Em uma análise retrospectiva da série, os críticos geralmente reavaliaram Carrie Bradshaw como uma protagonista antipática, apesar do retrato da série como uma figura positiva. Em 2013, a revista Glamour chamou Carrie de "a pior" personagem do programa, dizendo que "sua brutalidade e auto-absorção eclipsaram suas qualidades redentoras e até mesmo seus incríveis sapatos". Em uma retrospectiva de 2010 sobre as duas décadas anteriores na cultura pop, a ABC News nomeou Carrie como uma das dez piores personagens dos últimos vinte anos, chamando-a de "esnobe arrogante e hipócrita de Manhattan" e citando as ações do personagem em Sex and the City 2 como prova de que ela estava além do crescimento pessoal ou da redenção. Emily Nussbaum do The New Yorker, relembrando o programa uma década depois que ele saiu do ar, argumentou que Bradshaw era "o primeiro anti-herói feminino na televisão", que começou como um "feliz", explorador curioso, fumando amigavelmente com modellizers ["sic"], "mas a partir da segunda temporada em que ela" girou, tornando-se ansiosa, obsessiva e, apesar de seu charme, descontroladamente autocentrada. "Nussbaum também afirmou que é apenas com o passar do tempo que a reputação do programa "encolheu e desapareceu", em grande parte devido à decepção que o programa "cedeu" aos limites da comédia romântica no final da série. Até então, Nussbaum escreve, "Sex and the City" era uma televisão nítida e iconoclasta. Em resposta à questão de por que o show é agora "tantas vezes retratado como um conjunto de desenhos animados estáticos vazios, um embaraço para as mulheres", escreveu Nussbaum: "É um equívoco clássico, penso eu, decorrente de uma hierarquia não examinada: a suposição de que qualquer coisa estilizada (ou estereotipada, prazerosa, engraçada ou feminina, ou explícita sobre sexo e não sobre violência, ou feita em colaboração) deve ser inferior." Nussbaum também pressionou contra as críticas a Sex and the City como antifeminista, defendendo uma visão mais complexa dos personagens como situada em diferentes ondas do feminismo: "Miranda e Carrie eram feministas da segunda onda, que acreditavam no igualitarismo; Charlotte e Samantha eram feministas da terceira onda, focadas em explorar o poder da feminilidade, de ângulos opostos."
Um artigo de 2018 no The Guardian intitulado "'Aquela série foi tão branco quanto possível!': O legado problemático do Sex and the City", apontou para a falta de séries regulares não-brancas e "insensibilidade racial" no mostre como a referência "ouro do gueto" de Carrie ou a Samantha que veste uma peruca afro para cobrir sua calvície da quimioterapia. Ele também fez referência aos memes #wokecharlotte que ganharam popularidade em mídia social em 2017, em que Charlotte castiga Carrie por comentários que parecem retrospectivamente insensíveis e ignorantes (isto é, a bissexualidade de Carrie chama de "parada no caminho para Gay Town", ou Samantha usando linguagem transfóbica para se referir a profissionais do sexo fora de seu apartamento). O criador dos memes afirmou que "é gratificante ver a série ser chamado para as coisas que não se sustentariam em 2017. É verdade que foi progressivo para o seu tempo, mas isso não significa que os espectadores contemporâneos devam ser desdenhosos de alguns dos seus conteúdos mais problemáticos." No 20º aniversário da estreia da série, o The Guardian publicou um artigo de opinião de Rebecca Nicholson argumentando que o programa não deve ser desconsiderado por causa de suas falhas retrospectivas, mas ainda deve ser apreciado pelo fato de que "foi, e é, um brilhante, ousada, pioneira série".
Existem várias contas de fãs de mídias sociais que fazem comentários sobre a série, fazendo novos comentários e interpretações, incluindo as contas do Instagram, Carrie Dragshaw (@dan_clay) e Every Outfit on Sex & the City (@everyyoutfitonSATC).

## Franquia

### Pré-sequência
The Carrie Diaries é uma pré-sequência da série original, baseada no livro de mesmo nome de Candace Bushnell. A série estreou na The CW em 14 de janeiro de 2013. AnnaSophia Robb faz o papel da jovem Carrie Bradshaw. Em 8 de maio de 2014, a The CW cancelou The Carrie Diaries após duas temporadas.

### Adaptações
A série de televisão brasileira Sexo e as Negas foi adaptada da série original e lançada em 16 de setembro de 2014. A versão introduziu algumas diferenças – as quatro mulheres eram atrizes negras e a série acontece no subúrbio.